# Ahmad Assaf
Ahmad Assaf (Múnich, 23 de marzo de 1997) es un futbolista alemán, nacionalizado jordano, que juega en la demarcación de lateral derecho para el US Rumelange de la División de Honor de Luxemburgo.

## Selección nacional
Hizo su debut con la selección absoluta de Jordania el 27 de enero de 2025 contra Uzbekistán en un partido amistoso que finalizó con un resultado de empate a cero.

## Clubes
| Club                    | País                 | Año       | Partidos | Goles |
| ----------------------- | -------------------- | --------- | -------- | ----- |
| SpVgg Landshut          | Alemania             | 2018-2019 |          |       |
| FK Mladost Doboj-Kakanj | Bosnia y Herzegovina | 2019-2020 |          |       |
| VfB Eichstätt           | Alemania             | 2020-2021 |          |       |
| FC Eilenburg            | Alemania             | 2021-2022 | 16       | 0     |
| Türkgücü Múnich         | Alemania             | 2022-2023 | 5        | 0     |
| NK Zvijezda Gradačac    | Bosnia y Herzegovina | 2023      | 13       | 0     |
| Bremer SV               | Alemania             | 2024-2025 | 5        | 0     |
| US Rumelange            | Luxemburgo           | 2025-     | 3        | 0     |